# Gerhard Dirscherl
Gerhard Dirscherl (* 1939) ist deutscher Forstwissenschaftler und Kommunalpolitiker.

## Berufliches Wirken
Gerhard Dirscherl studierte Forstwirtschaft und leistete seine Referendarzeit bei der Bayerischen Staatsforstverwaltung ab, worauf sich ein Zusatzstudium in Weltforstwirtschaft in Hamburg anschloss. Dirscherl war 27 Jahre lang Leiter des Stadtforstamtes in Hannover.

## Politische Karriere
Seit 1970 ist Gerhard Dirscherl Vorstandsmitglied der CDU Groß Buchholz-Kleefeld in Hannover. Seit 2020 ist er Abgeordneter für die CDU-Fraktion in der Region Hannover. Hier ist er Mitglied im  Ausschuss für Wirtschaft und Beschäftigung sowie im Ausschuss für das Programm gegen Jugendarbeitslosigkeit. Weiterhin ist er als stellvertretendes Mitglied im Ausschuss für Regionalplanung, Naherholung, Metropolregion und Europaangelegenheiten sowie im Ausschuss für Umwelt und Klimaschutz.
Discherl ist verheiratet mit der Soziologin, Pädagogin und Abgeordneten in der CDU-Fraktion Region Hannover Agueda Dirscherl. Das Ehepaar ist Elter von mehreren Kindern, darunter der Jurist Stefan Dirscherl.

## Schriften (Auswahl)
- 300 Jahre Tiergarten. Das Erbe Herzog Johann Friedrichs. 99. Sonderausstellung in der Kassenhalle der Stadtsparkasse Hannover – am Georgsplatz, Hannover 1979
- Der Tiergarten. Hrsg.: Landeshauptstadt Hannover, Hannover 1980
- Gerhard Dirscherl, Gerd Garnatz, Gudrun Seth, Carl Ferdinand Ernst: Stadtwälder in Hannover: Die Eilenriede. Ausgabe Nord, Hannover 2001
  - aktualisierte Neuauflage, Hannover 2004
  - aktualisierte Neuauflage, Hannover 2008

Aufsätze:
- Wasser für die Eilenriede. Das jahrhundertealte Bewässerungssystem unseres Stadtwaldes funktioniert jetzt wieder, in: Hannoverscher Bürger. Mitteilungsblatt des Verbandes der Bürgervereine der Landeshauptstadt Hannover und Umgebung, Band 25, Heft 6, Verlag Hannoverscher Bürger, Hannover 1980, S. 1–2
- 30 Jahre Eilenriedebeirat, in: Heimatland. Zeitschrift für Heimatkunde, Naturschutz, Kulturpflege, herausgegeben vom Heimatbund Niedersachsen e. V., 1986, Heft 5, S. 145–149.
- Gerhard Discherl, Carl Ferdinand Ernst: Stadtforstamt Hannover. Waldwirtschaft im Spannungsfeld Großstadt, in: Forst und Holz. Fachzeitschrift für Forstwirtschaft, Waldökologie, Holzwirtschaft, Umwelt- und Jagdmanagement, Band 45, Schlüter, Hannover 1990, ISSN 0932-9315, S. 517–519